# Troféu Internet de 2019
O Troféu Internet de 2019 foi a 17ª edição do Troféu Internet, que premiou os melhores artistas da televisão e da música brasileira do ano de 2018. Foi apresentado durante a 58ª edição do Troféu Imprensa, que foi realizado no dia 28 de abril de 2019, pelo SBT.

## Vencedores e indicados

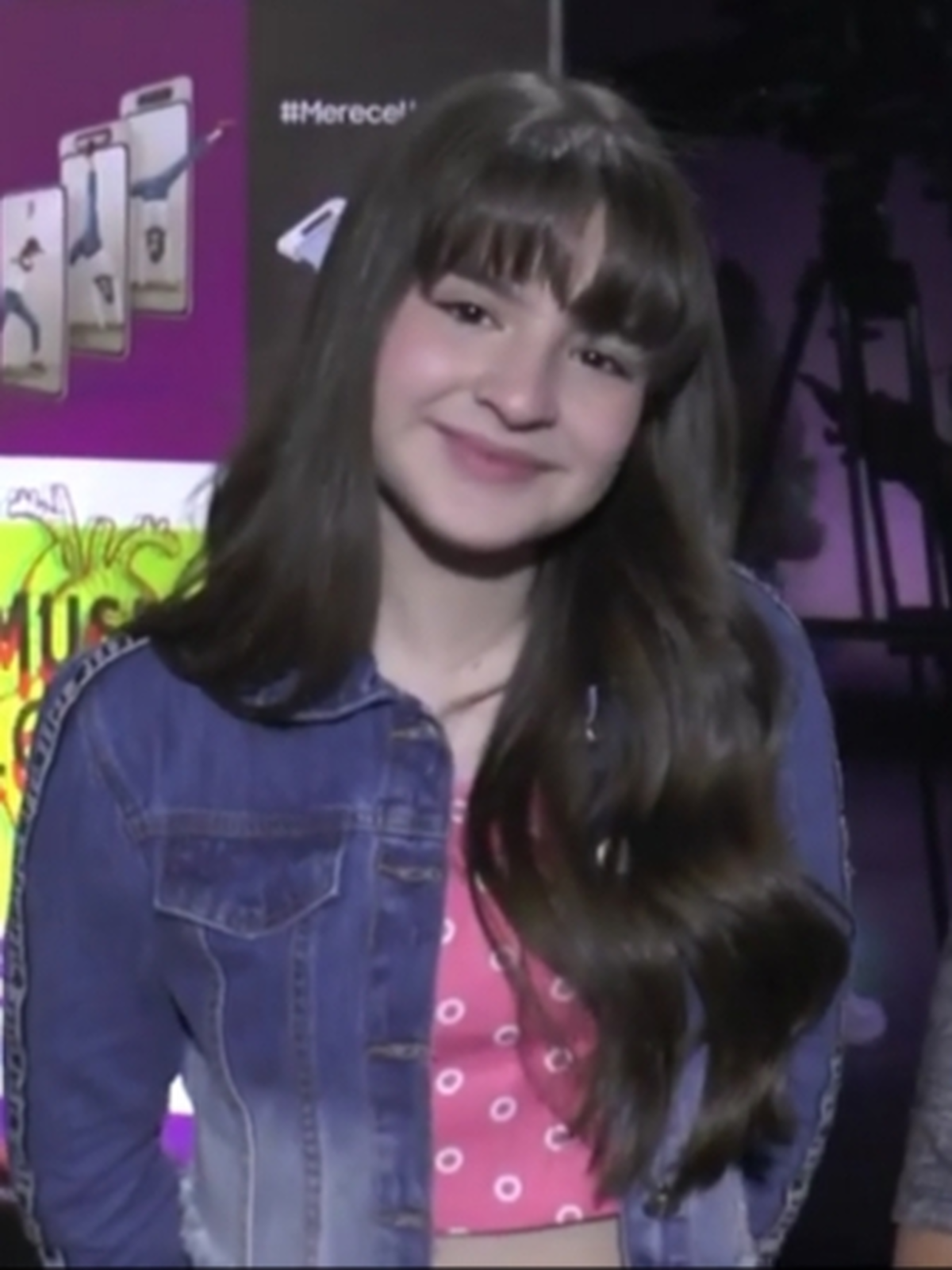
Sophia Valverde, Atriz

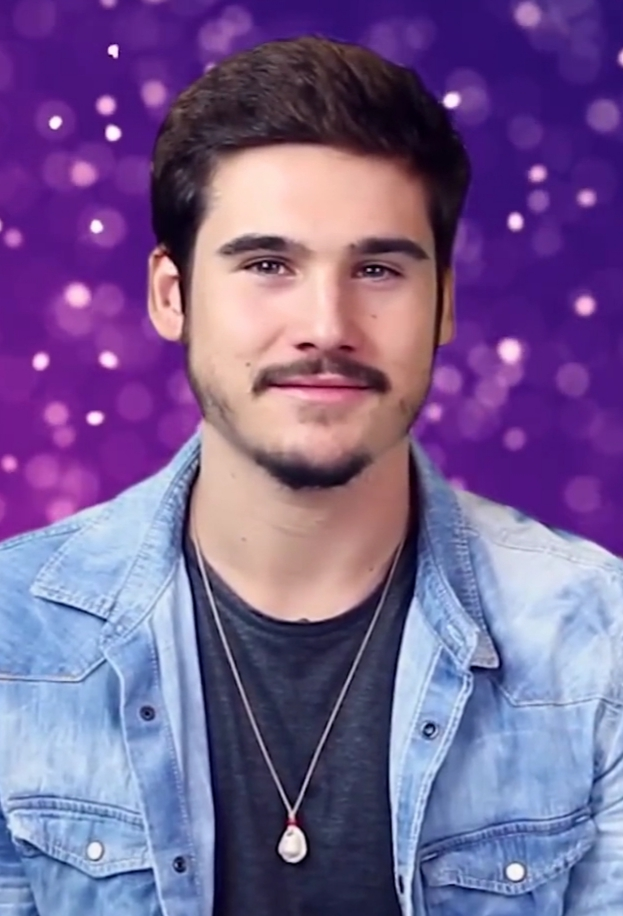
Nicolas Prattes, Ator

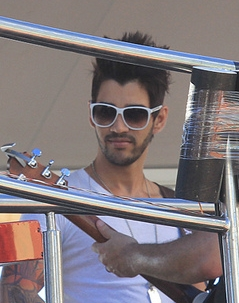
Gusttavo Lima, Cantor

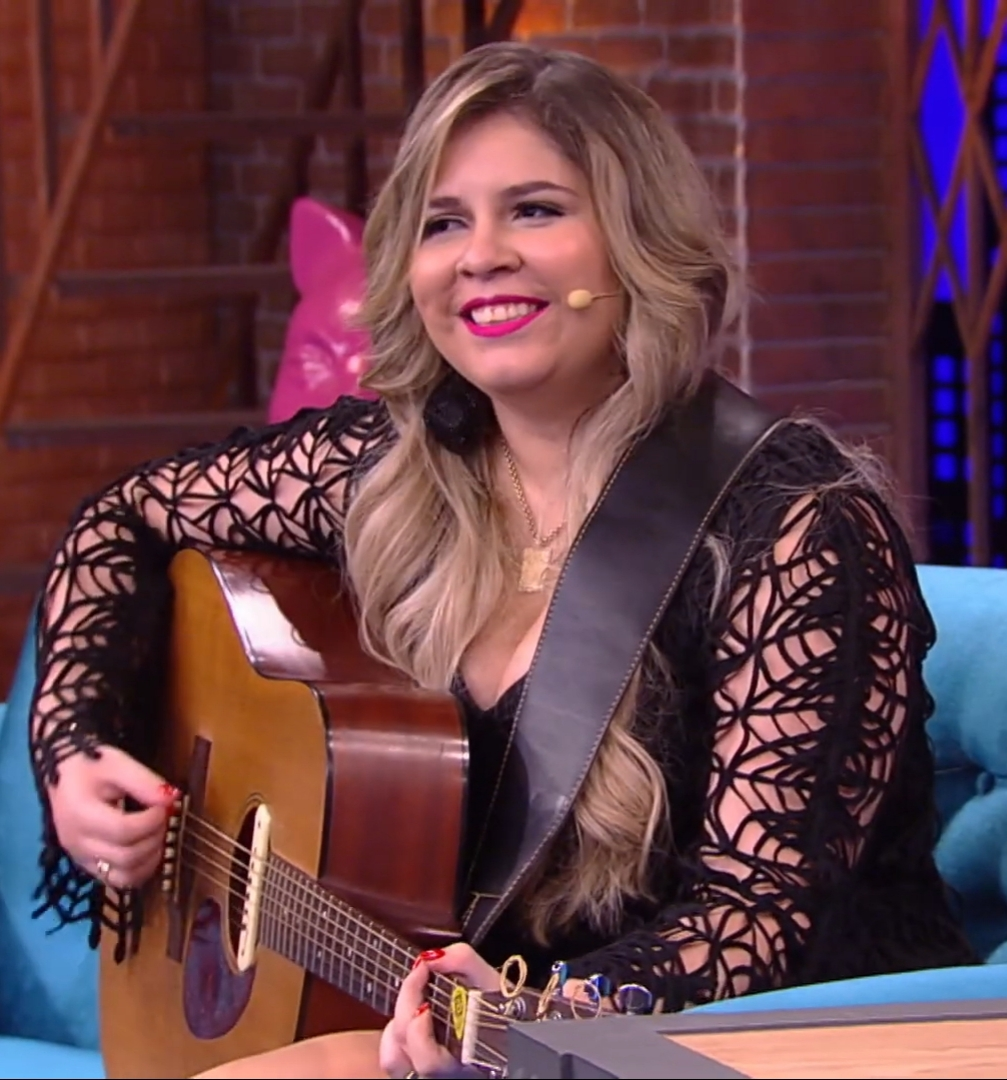
Marília Mendonça, Cantora

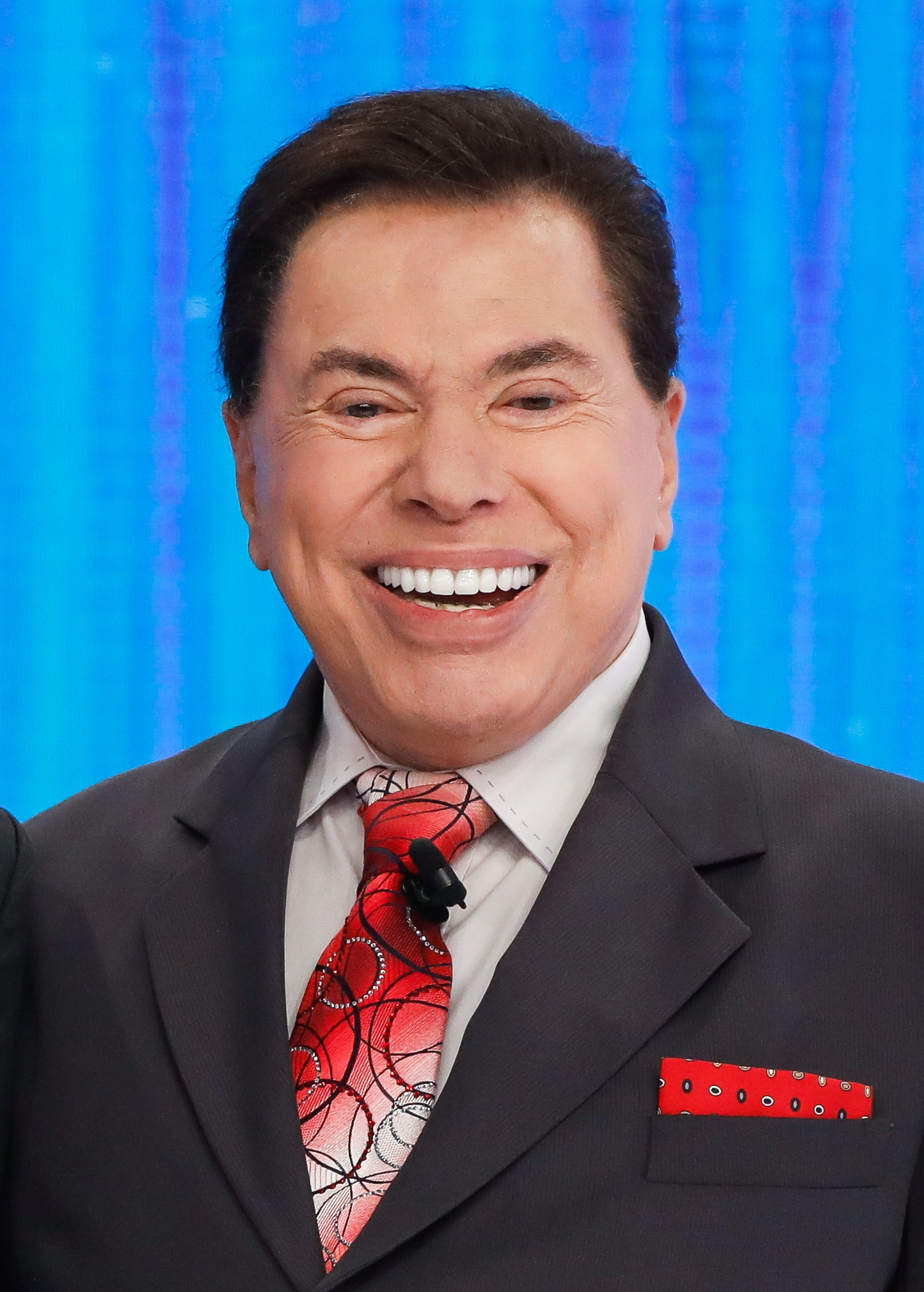
Silvio Santos, Apresentador e Programa de Auditório

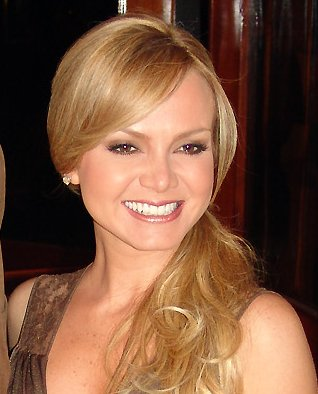
Eliana, Apresentadora

| Melhor Novela - Segundo Sol — (TV Globo) - As Aventuras de Poliana — (SBT) - Carinha de Anjo — (SBT) - Malhação: Vidas Brasileiras — (TV Globo) - Orgulho e Paixão — (TV Globo) - O Outro Lado do Paraíso — (TV Globo) - O Sétimo Guardião — (TV Globo) - Deus Salve o Rei — (TV Globo) - O Tempo Não Para — (TV Globo) - Jesus — (RecordTV)                                                           | Revelação do Ano - Rebeca Abravanel — (Roda a Roda) - Ana Clara Lima — (Vídeo Show) - Bella Piero — (O Outro Lado do Paraíso) - Claudia di Moura — (Segundo Sol) - Ferrugem - Igor Jansen — (As Aventuras de Poliana) - Melim - Vitor Kley - Vivian Amorim — (Vídeo Show) - Willou e Watson |
| Melhor Ator - Nicolas Prattes — (O Tempo Não Para) - Bruno Gagliasso — (O Sétimo Guardião) - Cauã Reymond — (Ilha de Ferro) - Chay Suede — (Segundo Sol) - Dudu Azevedo — (Jesus) - Edson Celulari — (O Tempo Não Para) - Emilio Dantas — (Segundo Sol) - Sérgio Guizé — (O Outro Lado do Paraíso) - Tony Ramos — (O Sétimo Guardião) - Vladimir Brichta — (Segundo Sol)                               | Melhor Atriz - Sophia Valverde — (As Aventuras de Poliana) - Adriana Esteves — (Segundo Sol) - Bianca Bin — (O Outro Lado do Paraíso) - Bruna Marquezine — (Deus Salve o Rei) - Deborah Secco — (Segundo Sol) - Giovanna Antonelli — (Segundo Sol) - Larissa Manoela — (As Aventuras de Poliana) - Leticia Colin — (Segundo Sol) - Marieta Severo — (O Outro Lado do Paraíso) - Marina Ruy Barbosa — (O Sétimo Guardião) |
| Melhor Cantor - Gusttavo Lima - Felipe Araujo - Léo Santana - Luan Santana - Lucas Lucco - Pabllo Vittar - Rincon Sapiência - Thiaguinho - Wesley Safadão - Zé Felipe | Melhor Cantora - Marília Mendonça - Aline Barros - Anitta - Claudia Leitte - Ivete Sangalo - Iza - Joelma - Naiara Azevedo - Paula Fernandes - Sandy |
| Melhor Dupla Sertaneja - Zé Neto & Cristiano - Bruno & Marrone - Chitãozinho & Xororó - Henrique & Juliano - Jorge & Mateus - Maiara & Maraisa - Matheus & Kauan - Simone e Simaria - Thaeme & Thiago - Zezé Di Camargo & Luciano | Melhor Programa de Auditório - Programa Silvio Santos — (SBT) - Caldeirão do Huck — (TV Globo) - Domingão do Faustão — (TV Globo) - Domingo Legal — (SBT) - Eliana — (SBT) - Encontro — (TV Globo) - Hora do Faro — (RecordTV) - Lady Night — (Multishow) - Programa do Ratinho — (SBT) - SóTocaTop — (TV Globo) |
| Melhor Programa de Entrevistas - The Noite com Danilo Gentili — (SBT) - Altas Horas — (TV Globo) - Conversa com Bial — (TV Globo) - Lady Night — (Multishow) - Mariana Godoy Entrevista — (RedeTV!) - Poder em Foco — (SBT) - Programa do Porchat — (RecordTV) - Roda Viva — (TV Cultura) - Todo Seu — (TV Gazeta) - Vai, Fernandinha — (Multishow)                                                    | Melhor Programa de TV - Fantástico — (TV Globo) - Café com Jornal — (Rede Bandeirantes) - Câmera Record — (RecordTV) - Conexão Repórter — (SBT) - Documento Verdade — (RedeTV!) - Domingo Espetacular — (RecordTV) - Esporte Espetacular — (TV Globo) - Globo Repórter — (TV Globo) - Profissão Repórter — (TV Globo) - Repórter Record Investigação — (RecordTV)                                                        |
| Melhor Apresentador - Silvio Santos — (Programa Silvio Santos) - Celso Portiolli — (Domingo Legal) - Danilo Gentili — (The Noite com Danilo Gentili) - Fábio Porchat — (Programa do Porchat) - Fausto Silva — (Domingão do Faustão) - Luciano Huck — (Caldeirão do Huck) - Luan Santana — (SóTocaTop) - Marcos Mion — (A Fazenda 10) - Ratinho — (Programa do Ratinho) - Rodrigo Faro — (Hora do Faro) | Melhor Apresentadora - Eliana — (Eliana) - Fátima Bernardes — (Encontro com Fátima Bernardes) - Fernanda Lima — (Amor & Sexo) - Fernanda Souza — (SóTocaTop) - Patrícia Abravanel — (Roda a Roda) - Sabrina Sato — (Programa da Sabrina) - Silvia Abravanel — (Bom Dia & Cia) - Tais Araújo — (Popstar) - Tatá Werneck — (Lady Night) - Xuxa Meneghel — (Dancing Brasil)                                                 |
| Melhor Programa Humorístico - A Praça É Nossa — (SBT) - A Culpa é do Cabral — (Comedy Central) - Baby e Rose — (Multishow) - Choque de Cultura — (TV Globo) - Encrenca — (RedeTV!) - Escolinha do Professor Raimundo — (Canal Viva) - Ferdinando Show — (Multishow) - Tá no Ar: a TV na TV — (TV Globo) - Vai Que Cola — (Multishow) - Zorra — (TV Globo)                                              | Melhor Apresentador de Telejornal - Sandra Annenberg — (Jornal Hoje) - Carlos Nascimento — (SBT Brasil) - Chico Pinheiro — (Bom Dia Brasil) - Dony De Nuccio — (Jornal Hoje) - Rachel Sheherazade — (SBT Brasil) - Reinaldo Gottino — (Balanço Geral) - Renata Vasconcellos — (Jornal Nacional) - Ricardo Boechat — (Jornal da Band) - Rodrigo Bocardi — (Bom Dia Brasil) - William Bonner — (Jornal Nacional)           |
| Melhor Jornal de TV - Jornal Nacional — (TV Globo) - Balanço Geral — (RecordTV) - Cidade Alerta — (RecordTV) - Jornal da Band — (Rede Bandeirantes) - Jornal da Globo — (TV Globo) - Jornal da Record — (RecordTV) - Jornal Hoje — (TV Globo) - Primeiro Impacto — (SBT) - SBT Brasil — (SBT) - SBT Notícias — (SBT)                                                                                   | |

## Resumo
| Emissoras         | Indicações | Vitórias |
| ----------------- | ---------- | -------- |
| Rede Globo        | 57         | 5        |
| SBT               | 26         | 7        |
| RecordTV          | 16         | 0        |
| Multishow         | 7          | 0        |
| Rede Bandeirantes | 3          | 0        |
| RedeTV!           | 3          | 0        |
| TV Cultura        | 1          | 0        |
| Viva              | 1          | 0        |
| TV Gazeta         | 1          | 0        |
| Comedy Central    | 1          | 0        |